# Robinsonia catasticta
Robinsonia catasticta là một loài bướm đêm thuộc phân họ Arctiinae, họ Erebidae.